# دونالد غريني
دونالد غريني (بالإنجليزية: Donald Greene) هو ناقد أدبي وصحفي أمريكي، ولد في 21 نوفمبر 1914 في موسجاو في كندا، وتوفي في 13 مايو 1997 في كلاريمونت في الولايات المتحدة.